# USS President (1800)
Pour les autres navires du même nom, voir USS President et HMS President.
L’USS President est une frégate à trois-mâts et à coque en bois ayant à l'origine quarante-quatre canons, appartenant à la marine des États-Unis. George Washington la nomme ainsi pour refléter un principe de la constitution des États-Unis. La frégate est lancée en avril 1800, dans un chantier de New York. Il s'agit de l'une des six frégates dont la création fut autorisée par le Naval Act of 1794, et elle fut la dernière à être terminée. Joshua Humphreys conçoit ces frégates pour être les navires amiraux de la jeune marine américaine. Ainsi, le President et ses sister-ships sont plus larges, plus lourds et plus lourdement armés que les frégates classiques construites à cette époque. Forman Cheeseman puis Chrisan Bergh sont chargés de sa construction. Ses premières missions, dans la nouvelle United States Navy, sont de fournir une protection aux navires marchands américains durant la quasi-guerre avec la France et de réaliser une expédition punitive contre les pirates barbaresques durant la guerre de Tripoli.
Le 16 mai 1811, le President est au centre de l'affaire du Little Belt. Son équipage fait une erreur d'identification de navire et prend le HMS Little Belt pour le HMS Guerriere, ce dernier ayant enrôlé de force un marin américain. Le President et le Little Belt échangent des tirs de canons. Les enquêtes réalisées par la suite par les deux marines militaires renvoient toutes deux la responsabilité de l'attaque à l'autre belligérant. Cet incident contribue aux tensions existantes entre les États-Unis et le Royaume-Uni, tensions ayant mené à la guerre anglo-américaine de 1812.
Durant la guerre, le President réalise plusieurs longues patrouilles, naviguant jusqu'en Manche et en Norvège ; il capture la goélette HMS Highflyer et différents navires civils marchands. Il reste ensuite bloqué une année dans le port de New York par un blocus de la Royal Navy. En janvier 1815, il sort de ce port et est pris en chasse par une escadre britannique. Durant la poursuite, il est engagé par la frégate HMS Endymion. L'escadre capture le President peu après. Il prend ainsi service dans la Royal Navy sous le nom de HMS President. Il est démoli en 1818. Son design est copié et utilisé pour la construction du nouveau HMS President en 1829.

## Conception et construction

### Contexte
Durant les années 1790, des navires marchands américains sont la proie des pirates barbaresques en Méditerranée, en particulier ceux d'Alger. À cela le Congrès des États-Unis adopte le Naval Act of 1794. Cette loi prévoit des fonds pour la construction de six frégates. Cependant une clause y stipule que la construction des navires cessera si les États-Unis s'accordent sur des conditions de paix avec Alger,.
Le design adopté par Joshua Humphreys pour ces navires aboutit à une quille longue et un maître-bau étroit afin de permettre la présence de canons très lourds. La conception intègre des voliges diagonales afin de limiter les déformations. De surcroit ceux-ci reçoivent des planchers extrêmement lourds. Cela a pour conséquence que la coque a une plus grande résistance que celles des frégates construites plus légèrement. Humphreys dessine ces frégates en considérant que la jeune marine américaine ne peut pas rivaliser avec d'autres marines européennes ; il conçoit donc ses frégates afin que celles-ci puissent surclasser d'autres frégates, mais aussi pour qu'elles puissent s'échapper face à un navire de ligne,,.
George Washington nomme le navire USS President afin de refléter un principe de la Constitution des États-Unis,. En mars 1796, avant que la quille du President ne soit posée, un accord de paix est trouvé entre les États-Unis et Alger. Conformément au Naval Act of 1794, la construction est suspendue,. Néanmoins au début de la quasi-guerre avec la France, des fonds sont alloués pour poursuivre la construction dans un chantier naval de New York, grâce au Naval Act of 1798. Son chantier naval original était celui de Forman Cheeseman, sous la direction du capitaine Silas Talbot,.
Basé sur son expérience acquise lors de la construction des sister-ships de l'USS President, l'USS Constitution et l'USS United States, Humphreys demande à Cheeseman d'apporter des modifications aux plans de la frégate. Celles-ci visent à élargir le pont des canons de 2 pouces (5 centimètres) et à déplacer le mât principal de deux pieds (environ 61 centimètres) vers l'arrière. L'USS President mesure 174 pieds de longueur pour un maître-bau de 44,4 pieds,.
Bien que la construction débute à New York, dans le chantier naval de Foreman Cheesman, le travail y est arrêté en 1796. La construction reprend en 1798, chez Christian Bergh sous la direction de William Doughty.
Le coût total du bâtiment est de 220 910 $.

### Armement
L'USS President est initialement jaugé comme un navire de 44 canons, cependant il compte alors plus de 50 canons. Il est initialement armé avec une batterie de 55 canons : 32 canons de 24 livres, 22 canons, ou caronades, de 42 livres et une longue pièce de 18 livres.
Au cours de son service dans la Royal Navy, en tant que HMS President, il jauge initialement 50 canons, malgré le fait d'avoir alors 60 canons : 30 pièces de 24 livres sur le pont supérieur, 28 caronades de 42 livres sur le pont inférieur et deux pièces de 24 livres sur le gaillard d'avant. En février 1817, il est de nouveau re-jaugé, cette fois à 60 canons,.
Contrairement aux bateaux militaires modernes, les navires de cette époque n'ont pas de batterie permanente. Les canons sont déplacés ou échangés d'un navire à un autre au gré des exigences et des situations. Chaque commandant modifie l'armement de son navire selon ses souhaits, considérant le chargement total du navire, l'équipage, l'itinéraire, etc. Par conséquent, l'armement d'un navire change souvent au cours de sa carrière ; tous les changements ne sont pas documentés et donc archivés.

## Carrière

### Quasi-guerre et guerre de Tripoli
L'USS President est lancé le 10 avril 1800, il s'agit de la dernière des six frégates originelles de l'United States Navy. Après ses essais, la frégate prend la mer le 5 août en direction de la Guadeloupe avec le capitaine Thomas Truxtun à son commandement. Il effectue des patrouilles de routine au cours de la dernière partie de la Quasi-guerre et reprend plusieurs navires marchands américains préalablement capturés. Son service durant cette période se déroule sans incident. Après qu'un traité de paix soit signé avec la France, le traité de Mortefontaine, le 3 février 1801, l'USS President retourne aux États-Unis.
Durant la quasi-guerre, les États-Unis payent un tribut aux Barbaresques pour s'assurer que leurs navires marchands ne soient pas saisis ou harcelés. En 1801, le pacha de Tripoli Yusuf Karamanli, mécontent du tribut eu égard à celui obtenu par Alger, demande le paiement immédiat de 250 000 dollars. Thomas Jefferson répond par l'envoi d'une escadre de navires de guerre en Méditerranée, escadre dont le rôle est de protéger les navires marchands américains et de faire perdurer en conséquence la paix qui existe entre les pays barbaresques et les États-Unis,.
En mai, le commodore Richard Dale choisit l'USS President comme navire amiral pour sa mission en Méditerranée. Les ordres de Dale sont de faire une démonstration de force face à Alger, Tunis et Tripoli et de maintenir la paix avec des promesses de tribut. Dale est autorisé, à sa discrétion, à engager les hostilités si des Barbaresques lui déclarent la guerre à son arrivée,. L'escadre de Dale est composée des USS President, Philadelphia, Essex et Enterprise. Celle-ci arrive à Gibraltar le 1er juillet, les USS President et Enterprise continuent rapidement en direction d'Alger où leur présence convainc rapidement le régent de retirer ses menaces envers les navires marchands américains,. Les USS President et Enterprise font ensuite des apparitions à Tunis et Tripoli avant que l'USS President n'arrive à Malte le 16 aout afin de refaire les stocks en eau potable.
Au cours d'un blocus du port de Tripoli, le 30 août, l'USS President capture un navire grec avec des soldats tripolitains à son bord. Dale négocie un échange de prisonniers ; trois Américains détenus à Tripoli sont ainsi libérés,. Le navire retourne sur Gibraltar le 3 septembre. Début décembre, à proximité de Port Mahon (Baléares) l'USS President touche un rocher à 6 nœuds (environ 11 km/h). Une inspection révèle que l'impact a tordu une courte section de la quille. Le navire reste en Méditerranée jusqu'en mars 1802. Il est de retour aux États-Unis le 14 avril.
Malgré le retour du bateau aux États-Unis, les opérations contre les Barbaresques continuent. Une seconde escadre est rassemblée sous le commandement de Richard Valentine Morris avec la Chesapeake. Cependant son échec lors d'un blocus sur Tripoli lui vaut d'être rappelé et renvoyé de la marine en 1803. Une troisième escadre est rassemblée autour de la Constitution sous le commandement d'Edward Preble en juillet 1804, elle combat lors de la seconde bataille navale du port de Tripoli.

### Seconde patrouille en Méditerranée
En avril 1804, le président Jefferson décide le renforcement de l'escadre de Preble. Les President, Congress, Constellation, et Essex sont préparés pour appareiller dès que possible sous le commandement du commodore Samuel Barron. Barron choisit l'USS President comme navire-amiral. Cependant celui-ci a besoin d'un nouveau bout-dehors et de réparation sur son gréement. Ainsi, deux mois sont nécessaires avant que l'escadre ne puisse prendre la mer. Elle appareille fin juin et arrive à Gibraltar le 12 août,.
Le President quitte Gibraltar le 16 août avec la Constellation. Les deux frégates font un arrêt à Malte avant d'arriver à Tripoli le 10 septembre, rejoignant les Constitution, Argus et Vixen. Lors du blocus de Tripoli, l'escadre tente la capture de trois navires, mais lors d'un brusque changement de vent le President entre en collision avec la Constitution . Celle-ci cause de sérieux dommages sur la partie avant de la Constitution. Deux des navires capturés sont envoyés à Malte avec le Constitution. Le President navigue vers Syracuse, arrivant le 27 août,.
Quand Barron arrive en Méditerranée, la supériorité de son grade sur Preble lui donne le statut de commodore, commandant ainsi les forces américaines sur place. Cependant rapidement après avoir remplacé Preble, Barron débarque à Syracuse en mauvaise santé et devient grabataire. Sous le commandement du capitaine George Cox, l'USS President commence un blocus de Tripoli pendant les mois de l'hiver 1804-1805. Fin avril 1805, l'USS Constitution capture trois navires de Tripoli, le President les escorte à Malte avant de rejoindre la Constitution.
La santé fragile de Barron engendre sa démission ; il passe son commandement à John Rodgers à la fin de mai 1805. Barron ordonne à Cox de prendre le commandement de l'Essex et cède celui du President à son frère, James Barron, le 29 mai. Le 3 juin, après la bataille de Derna, un traité de paix est signé avec Tripoli,. Le President prend la mer pour les États-Unis le 13 juillet, emmenant Barron et de nombreux marins libérés de leur captivité à Tripoli.

### L'affaire duLittle Belt

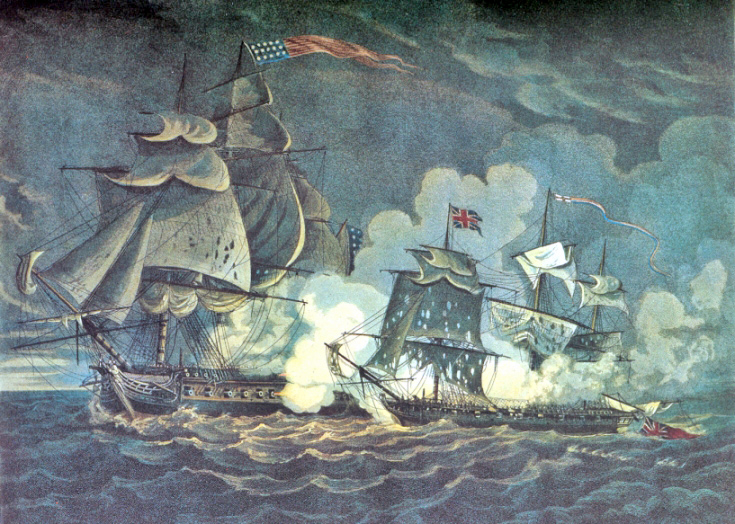
Le President fait feu sur le Little Belt.

En 1807, l'affaire Chesapeake-Leopard accroit les tensions entre les États-Unis et le Royaume-Uni. En prévision de futures hostilités le Congrès lève des crédits militaires et le President est remis en service en 1809 sous le commandement du commodore John Rodgers. Il réalise des patrouilles de routine sans incident, principalement le long de la côte est des États-Unis. Le 1er mai 1811 la frégate britannique HMS Guerriere arraisonne le brick américain Spitfire à 18 miles de New-York et enrôle de force un membre de son équipage,,'.
Rodgers reçoit l'ordre de poursuivre le HMS Guerriere. Le President prend la mer depuis Fort Severn le 10 mai. Le 16 mai, à approximativement 40 miles au nord-est du cap Henry, une vigie aperçoit une voile à l'horizon. Après investigations, Rodgers détermine qu'il s'agit d'un navire de guerre et hisse les signaux pour faire identifier son navire. L'autre navire hisse aussi ses pavillons mais ceux-ci ne sont pas compris par l'équipe du President. Cet autre navire est le HMS Little Belt, un vaisseau de sixième rang de 20 canons. Rodgers pense qu'il s'agit du HMS Guerriere et le poursuit,.
La nuit arrive avant que les navires ne soient à portée de voix. Dans la pénombre, Rodgers salue deux fois le Little Belt, ayant comme unique réponse « What ship is that? »,. Selon Rodgers, immédiatement après l'échange de salutations, le Little Belt ouvre le feu endommageant le gréement du President. Rodgers riposte. Le Little Belt répond par trois tirs de canons, puis toute une bordée. Rodgers ordonne à ses artilleurs de tirer à volonté ; plusieurs bordées endommagent fortement le Little Belt. Après cinq minutes de tir, l'équipage du President se rend compte que leur adversaire est beaucoup plus petit qu'une frégate et Rodgers ordonne un cessez-le-feu. Néanmoins le Little Belt continue de tirer. Le President tire des bordées supplémentaires, le Little Belt cesse de tirer. Le President se tient proche et attend la fin de la nuit. À l'aube, il est évident que le Little Belt est fortement endommagé par la bataille ; Rodgers envoie une chaloupe du President proposer de l'aide et réparer les dégâts. Son capitaine, Arthur Bingham, décline toute aide. Il se dirige vers Halifax, en Nouvelle-Écosse. Le President a un marin légèrement blessé, tandis que sur le HMS Little Belt, il est dénombré 31 tués ou blessés,,.
Lors du retour du President au port, la marine américaine lance une enquête sur l'incident. Après avoir recueilli les témoignages d'officiers et membres d'équipage du President, les enquêteurs déterminent que le Little Belt a tiré le premier. Dans l'enquête de la Royal Navy, le capitaine Bingham déclare que le President a tiré le premier et a continué à faire feu pendant 45 minutes, plutôt que les cinq minutes déclarées par Rodgers. Dans tous les rapports ultérieurs, les deux capitaines insistent sur le fait que c'est l'autre navire qui ouvre le feu. Cherchant une impasse, les deux gouvernements ont discrètement dissimulé le problème,,.

### Guerre anglo-américaine de 1812

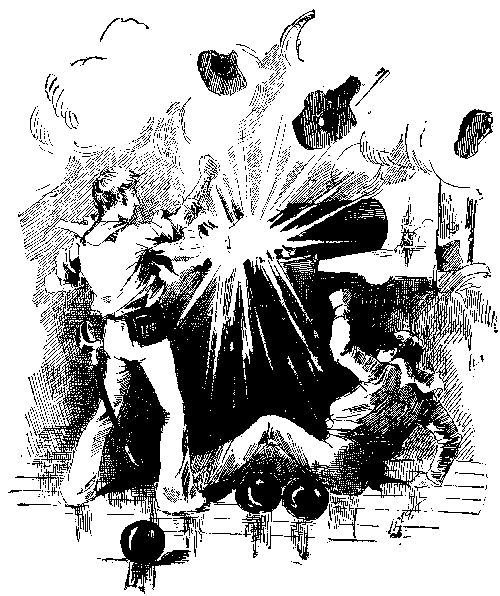
Un canon explose durant la poursuite du HMS Belvidera.

Les États-Unis déclarent la guerre contre le Royaume-Uni le 18 juin 1812. Trois jours plus tard, une heure après avoir reçu l'annonce de cette déclaration de guerre, le commodore Rodgers prend la mer depuis New York. Le commodore navigue à bord du Président, conduisant une escadre composée des USS United States, Congress, Hornet et Argus sur une navigation dans l'Atlantique Nord de 70 jours,. Ils croisent un navire marchand américain qui les informe de la présence d'une flotte marchande britannique naviguant vers la Grande-Bretagne depuis la Jamaïque. Rodgers et son escadre naviguent à sa poursuite. Le 23 juin ils rencontrent un navire qui s'avère plus tard être le HMS Belvidera,. Le President poursuit ce navire et ouvre le feu, ce qui constitue le premier coup de feu de cette guerre,. Un tir est effectué depuis la pièce de chasse, frappant le gouvernail et pénétrant dans le pont des canons du Belvidera. Lors du quatrième tir du President, un canon, situé un pont en dessous de Rodgers explose, tuant ou blessant 16 marins et jetant Rodgers sur le pont avec assez de force pour lui casser une jambe,.
La confusion qui suit permet au Belvidera de faire feu sur ses poursuivants, tuant six autres hommes à bord du President. Rodgers maintient la poursuite, en utilisant ses pièces de chasses pour endommager le gréement du Belvidera, mais ses deux bordées ont relativement peu d'effet. Les ancres sont coupées et jetées à la mer ainsi que l'eau potable afin d'alléger le bateau pour que celui-ci gagne en vitesse. Le Belvidera gagne en vitesse, assez pour distancer le President, Rodgers abandonne la poursuite. Le Belvidera navigue jusqu'à Halifax pour diffuser les nouvelles que la guerre a été déclarée,.
Le President et son escadre retournent à la poursuite de la flotte partie de Jamaïque. Le 1er juillet, ils commencent à trouver des traces de noix de coco et d'écorces d'orange que ces navires laissent derrière eux. Ils retournent dans la Manche, sans jamais retrouver le convoi. Rogers stoppe la poursuite le 13 juillet. Durant le voyage de retour vers Boston, l'escadre de Rodgers capture 7 navires marchands britanniques et reprend possession d'un navire américain,.

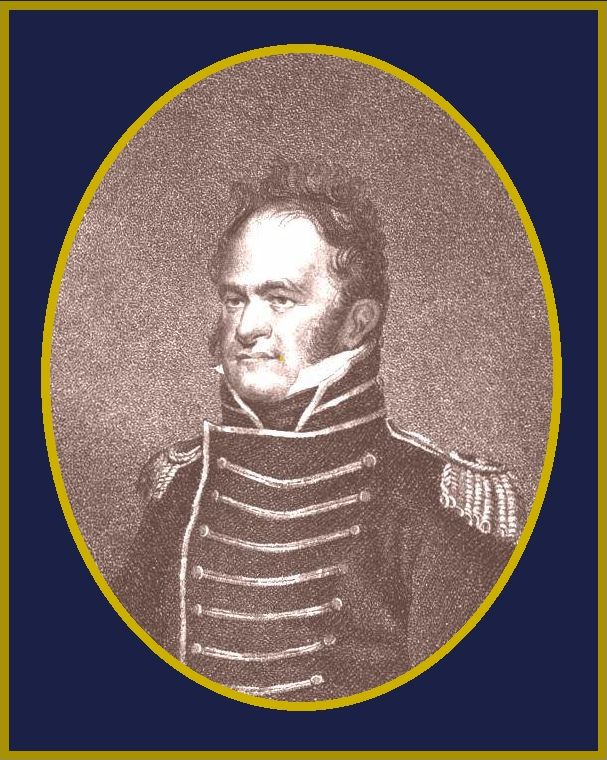
John Rodgers, vers 1813.

Après quelques réaménagements, le President, toujours sous le commandement de Rodgers, navigue le 8 octobre avec le Congress, l'United States et l'Argus. Le 12 octobre, l'United States et l'Argus quittent l'escadre pour mener leurs propres patrouilles. Le 10 octobre, le President prend en chasse le HMS Nymphe mais ne parvient pas à l'arraisonner. Le 17 octobre, le President capture le navire anglais Swallow, dans lequel est trouvé une grande quantité d'argent,. Le 31 octobre, le President et le Congress commencent la poursuite du HMS Galatea qui escorte deux navires marchands. La poursuite dure environ trois heures au cours desquelles le Congress capture le navire marchand Argo. Pendant ce temps, le President pourchasse le Galatea et parvient à s'en rapprocher mais le perd de vue durant la nuit. Les Congress et President rentrent ensemble mais ne parviennent pas à trouver de navires à capturer en novembre. Sur le chemin du retour vers les États-Unis, ils passent au nord des Bermudes puis mettent le cap vers les caps de Virginie. Ils arrivent à Boston le 31 décembre en ayant réalisé un total de neuf prises. Ils y restent bloqués par le blocus britannique jusqu'en avril 1813.
Le 30 avril, le President et le Congress naviguent au travers du blocus pour leur troisième campagne durant cette guerre. Le 2 mai, ils prennent en chasse le HMS Curlew, mais celui-ci parvient à leur échapper, grâce à sa vitesse. Le 8 mai ces deux navires se séparent, Rodgers partant le long du Gulf Stream chercher des navires marchands à capturer. En juin, le President n'est pas parvenu à capturer un seul navire. Il rejoint Bergen en Norvège afin de refaire les stocks d'eau potable. Peu de temps après, il capture deux navires marchands britanniques, lui permettant de refaire ses réserves. Peu après, il croise la route de deux navires de la Royal Navy. Le President leur échappe durant une poursuite de 80 heures. Rodgers précise que sa décision de fuir est basée sur le fait qu'il identifie ces navires comme étant un vaisseau de ligne et une frégate. En réalité, les archives de la Royal Navy révèlent plus tard qu'il s'agit seulement d'une frégate, le HMS Alexandria et d'un brûlot, le HMS Spitfire.
Passant quelques jours à proximité de la mer d'Irlande, l'USS President capture plusieurs navires marchands. Il met ensuite le cap sur les États-Unis. Fin septembre, il rencontre le HMS Highflyer le long de la côte est des États-Unis. Rodgers utilise ses drapeaux de signalisation pour tromper le Highflyer faisant croire qu'il s'agit du HMS Tenedos. Le lieutenant George Hutchinson, commandant du Highflyer monte à bord du President, il découvre le piège. Le President capture le Highflyer sans coup férir. Sur cette longue patrouille, le President capture donc 11 navires marchands et le Highflyer,,.
Le 4 décembre, le President quitte Providence, Rhode Island. Le 25, il rencontre deux frégates dans la pénombre, dont l'une tire sur lui. Rodgers pense qu'il s'agit de deux navires britanniques, alors que ce sont deux frégates françaises la Méduse et la Nymphe. Par la suite, il se dirige vers la Barbade pour une patrouille de 8 semaines dans les Antilles et y réalise trois petites captures. De retour à New York, le 18 février 1814, le President rencontre le HMS Loire qui prend la fuite lorsqu'il se rend compte que le President lui est supérieur en puissance de feu,. Le reste de l'année 1814 le President reste à New-York en raison d'un blocus britannique mené par les HMS Endymion, Majestic, HMS Pomone, et Tenedos,.

### Capture

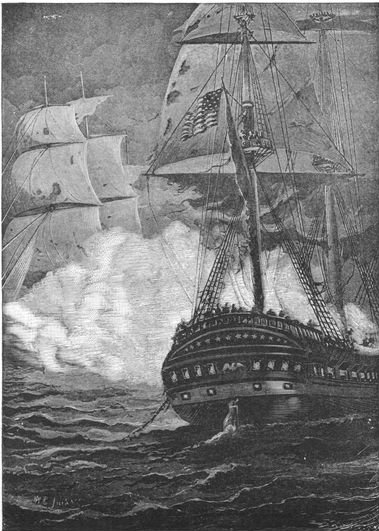
President vs Endymion.

Le traité de Gand, met fin aux hostilités entre les États-Unis et le Royaume-Uni, il est signé le 24 décembre 1814. Cependant, les États-Unis ne le ratifie que le 18 février 1815. La guerre se poursuit dans l'intervalle,.
Stephen Decatur prend le commandement du President en décembre 1814, il planifie une patrouille dans les Antilles pour harceler la flotte britannique. Mi-janvier 1815 une tempête de neige avec de forts vents force l'escadre britannique faisant le blocus du port de New York à s'éloigner. Ceci donne l'occasion à Decatur de prendre la mer. Dans la soirée du 14 janvier, le President tente de sortir du port mais s'échoue, les pilotes du port ayant incorrectement balisé un passage sûr. Echoué, le President bouge avec le ressac. Le bateau se tord et est endommagé. De nouveau flottant, Decatur évalue les dégâts et décide de retourner à New-York pour réparer. Néanmoins, la direction du vent est défavorable. Le President est contraint de se diriger vers la mer,,.
Ignorant l'emplacement exact de l'escadre du blocus, Decatur cherche à l'éviter et à trouver un port sûr. Cependant, deux heures plus tard les voiles de l'escadre sont repérées à l'horizon. Il change de cap pour tenter de les distancer, mais les dégâts subis la veille réduisent considérablement sa vitesse. Tentant de gagner de la vitesse, Decatur donne l'ordre de jeter des marchandises par-dessus bord. En fin de journée du 15 janvier, le HMS Endymion commandé par Henry Hope se rapproche du President et tir des bordées,. Decatur prévoit d'approcher le HMS Endymion au plus près, afin que l'équipage du President prenne possession du navire anglais, l'arraisonne et navigue jusqu'à New-York. Le President doit être sabordé pour éviter la capture,.
Réalisant plusieurs tentatives pour se rapprocher de l'Endymion, Decatur se rend compte que les dommages subis par le President ont limité sa manœuvrabilité. Ainsi, l'Endymion peut anticiper les manœuvres de Decatur et prévenir l'abordage. Face à cette situation, Decatur ordonne de tirer sur le gréement de l'Endymion, afin de le ralentir et de permettre au President de trouver un port sûr sans être suivi.
L'Endymion étant le plus véloce de son escadre, il laisse celle-ci et part seul derrière le President. À 14 heures, il parvient à trouver une bonne position par rapport au navire américain et ouvre le feu sur celui-ci, par trois fois. Le President subit des dégâts considérables. En revanche, seul le gréement de l'Endymion est visé,,. Enfin, à 19 h 58, le President cesse le feu et hisse une lumière dans son gréement, indiquant qu'il se rend. L'Endymion cesse le feu contre le navire américain vaincu mais ne peut en prendre possession en raison d'un manque de navire en bon état. Les voiles de l'Endymion ont été endommagées dans l'engagement, le navire prend alors un cap permettant de réaliser des réparations. Le commodore Stephen Decatur en profite, à 20 h 30, pour tenter de s'échapper. Finissant les réparations l'Endymion reprend la chasse à 20 h 52.
Le President fuit tandis que son équipage réalise des réparations hâtives. Après deux heures, l'une des vigies repère le reste de l'escadre anglaise. Le President poursuit sa tentative d'évasion, mais à la nuit tombante, les HMS Pomone et Ténédos le rattrapent et commencent à tirer des bordées. Devant cette situation, Decatur se rend de nouveau, juste avant minuit,,.

### HMSPresident
Alors en possession de la Royal Navy, le President et son équipage ont pour ordre de rallier les Bermudes avec l'Endymion. Au cours du voyage, le convoi est pris dans une sévère tempête. Celle-ci détruit la mâture du President. Les dégâts subis sur l'Endymion sont tels que l'équipage est obligé de jeter par-dessus bord les canons du pont supérieur afin de prévenir un chavirage,. Decatur et son équipage sont brièvement maintenus prisonniers aux Bermudes. À leur retour aux États-Unis, ils passent en cour martiale. Celle-ci acquitte Decatur, ses officiers et l'équipage de tout acte répréhensible quant à la prise du President par la marine britannique,.
Le President et l'Endymion poursuivent jusqu'en Angleterre et arrivent le 28 mars au Spithead. Le President entre dans la Royal Navy sous le nom d'HMS President. Il était initialement jaugé à 50 canons, malgré le fait d'être armé par 60 pièces : 30 pièces de 24 livres, 28 de 42 livres et 2 de 24 livres dans le gaillard d'avant. En février 1817, il est de nouveau jaugé, cette fois à 60 canons,.
En mars 1818, une refonte du bateau est envisagée. Une inspection en cale sèche révèle que la grande partie du bois de sa coque est abimée ou pourrie. Il est détruit à Portsmouth en juin. L'apparence du President est copiée pour la construction du HMS President en 1829. Il s'agit ici plus d'un manœuvre politique qu'une reconnaissance de la qualité du bateau. La Royal Navy désire conserver le nom et l'apparence du bateau pour rappeler aux Américains la perte de ce navire,.